# 하동 법성선원 목조여래좌상
하동 법성선원 목조여래좌상(河東 法成禪院 木造如來坐像)은 대한민국 경상남도 하동군 옥종면, 법성선원에 있는 불상이다. 2018년 6월 21일 경상남도의 유형문화재 제632호로 지정되었다.

## 지정 사유
하동 법성선원 목조여래좌상은 작은 규격에 안정적인 비례와 균형미, 미소를 띤 온화한 인상, 연화좌 위에 연꽃모양을 따라 역동적으로 표현된 연꽃형 옷주름 등이 특징이다. 비례나 얼굴, 옷주름 표현 등에서 18세기 대표적인 조각승인 상정이 제작한 불상들과 유사한 점에서 같은 조각승에 의해 제작되었을 가능성이 있다.
이 불상은 규격은 작지만 조선후기의 일반적인 양식을 보이며 특히 상정계 불상의 특징을 드러내고 있어 조선후기 불교조각사와 상정계 연구에 귀중한 작품이다.

## 참고 문헌
- 하동 법성선원 목조여래좌상 - 국가유산청 국가유산포털